# 多鳍海怪
多鳍海怪（Many-finned sea serpent，日语：ムカデクジラ）是一种未经证实的生物或多/某个动物误判。它们通常被描述为长长的身体以及众多的鳍。

## 目击
- 1883年，一只多鳍海怪遗骸在越南沿海区域被发现。据目击者Tran Van Con声称，遗骸约18米，每70厘米为一节，遗骸上半部为褐色，下半部为淡黄色。[1]

- 1899年，皇家海军战舰HMS Narcissus水手在阿尔及利亚附近海域目击到一只长45米、拥有数量巨大的鳍的怪异生物，据称此次目击持续30分钟。[2]